# HTV7
HTV7 là kênh thể thao - giải trí tổng hợp của Đài Truyền hình Thành phố Hồ Chí Minh, được phát sóng với thời lượng 23,5/24 giờ. Đây là kênh truyền hình thứ hai của Đài, là kênh truyền hình được khán giả ở Thành phố Hồ Chí Minh và cả nước theo dõi và là một trong những kênh truyền hình phổ biến nhất tại Việt Nam.

## Lịch sử hình thành và phát triển
- Năm 1984, HTV phát truyền hình màu đầu tiên theo hệ SECAM IIIB OIRT (D/K), chương trình chủ yếu là chương trình thời sự quốc tế trên vệ tinh, tiếp sóng lại kênh 9 (sau này là Kênh 7). Chương trình truyền hình đen trắng (Kênh 9) vẫn tiếp tục phát sóng trên một kênh khác.[1]
- 1986: Kênh 7 được phát thử nghiệm với nguồn gốc là Kênh Dịch vụ - Thông tin công cộng và là kênh thử nghiệm hệ PAL của Đài Truyền hình Thành phố Hồ Chí Minh, phát sóng với thời lượng 3h/ngày từ 18:00 - 21:00 mỗi ngày.
- 1987: Kênh 7 phát sóng chính thức với thời lượng 6 giờ/ngày.
- 1990: Kênh 7 nâng tổng thời gian phát sóng lên 12h/ngày. Lúc này, kênh phát chung với HTV9 buổi sáng.
- 1994: Kênh 7 đổi tên thành HTV7.
- 1995: HTV7 nâng tăng tổng thời gian phát sóng lên 13h/ngày, từ 6h-10h và 14h-23h trên kênh 7 VHF tại TPHCM. Đồng thời xuất hiện logo HTV7.
- Tháng 5/1999: HTV7 bắt đầu phát sóng chương trình trực tiếp Nhịp cầu âm nhạc, mở ra hàng loạt chương trình ca nhạc trực tiếp trên sóng truyền hình.
- 31/12/1999: Cùng với HTV9 thực hiện buổi phát sóng chương trình đặc biệt chào đón thiên niên kỷ mới với thời lượng dài kỷ lục 42 tiếng 30 phút vào thời điểm đó tại Việt Nam để chào đón năm 2000.
- Đầu năm 1999: HTV7 phát sóng từ 05h30 đến 24h00 hàng ngày.
- Từ năm 2003, HTV7 thay đổi nhận diện mới, lên sóng trên vệ tinh Measat 2. Tháng 12 cùng năm, HTV7 còn chính thức phát sóng ở hệ truyền hình kỹ thuật số mặt đất DVB-T của HTV, VTC,[2]... Đồng thời kênh HTV7 còn được phát sóng analog tại Điện Biên, Lâm Đồng và một số tỉnh thành khác trên toàn quốc.
- 19/05/2005: HTV7 phát sóng "Giờ Vàng Phim Việt" vào lúc 21h00 mỗi ngày từ thứ 5 đến Chủ nhật, bắt đầu từ phim "Vòng xoáy tình yêu", từ 2012 lùi thời gian xuống 20h00 và mở rộng thời gian phát sóng mỗi ngày.
- 01/06/2005: HTV7 được phát sóng 23h50/24.[3]
- 01/07/2007: HTV7 và HTV9 được phát sóng trên vệ tinh Measat 3.
- 01/06/2008: Chính thức mở khung giờ vàng dành cho Gameshow/talkshow vào lúc 18h10 hằng ngày.
- Giữa tháng 5 - Đầu tháng 6/2008: HTV7 ra mắt 2 chương trình tin tức mới: Thế giới ngày qua và Thế giới 24 giờ, tạo ra bước đột phá về mảng tin tức xã hội trên HTV7.
- Tháng 6/2008: Lên sóng kênh HTV7 độ nét cao HDTV trên hệ thống HDTV của HTVC.
- Tháng 7/2008: HTV7 được phát sóng trên vệ tinh Vinasat 1 do HTV truyền dẫn.
- 01/01/2012: Chương trình 60 Giây tối được ra mắt và phát với HTV9 vào lúc 18h30 hằng ngày. Tiếp theo đó "Giờ Vàng phim Việt" được lùi xuống 20h05 từ Chủ nhật đến Thứ 5, từ ngày 01/3/2012, đồng thời HTV7 được phát sóng miễn phí trên truyền hình số mặt đất DVB-T của VTC.
- 24/12/2012: HTV7 được phát sóng thử nghiệm theo chuẩn HD.
- Đầu năm 2013: Giờ vàng Phim Việt được phát sóng thêm vào khung giờ 22h45 từ thứ 2 đến thứ 6 hàng tuần, chủ yếu phát lại phim cũ từng phát sóng trên HTV.
- 19/05/2013: HTV7 được phát sóng quảng bá theo chuẩn HD.
- 29/10/2013: Hầu hết các sự kiện thể thao trên sóng HTV7 được chuyển sang kênh HTV Thể thao (trừ sự kiện thể thao như: FIFA World Cup và UEFA EURO).
- 10/10/2014: HTV7 được phát sóng trên hệ truyền hình số mặt đất DVB-T2 trên tần số 33 UHF với tiêu chuẩn HD cùng với HTV9.
- 01/01/2016: HTV7 phát sóng theo tỉ lệ hình ảnh hệ 16:9, HD 1080i, đồng thời đổi diện mạo mới.
- 28/01/2016: Hầu hết các chương trình thể thao trên sóng HTV7 được chuyển sang kênh HTV Thể thao và HTV9.
- 15/06/2016: Dừng phát kênh HTV7 trên hệ thống truyền hình tương tự mặt đất.
- 01/09/2016, HTV7 chính thức phát sóng HD toàn thời gian, thay cho việc phát sóng HD bán thời gian.
- 01/10/2016: Nâng cấp chất lượng, đổi mới nội dung chương trình trên kênh HTV7. Đồng thời chương trình 60 Giây sáng được ra mắt và phát với HTV9 vào lúc 6h30 hằng ngày.
- 01/01/2017: Giờ vàng Phim Việt được lùi xuống 19h45 từ thứ 2 đến thứ 5, khi phim "Đặc vụ ở Ma Cao" vẫn phát sóng.
- Năm 2018: Phát sóng chuẩn HD trên hệ thống truyền hình số mặt đất DVB-T2 của VTC trên kênh 31.
- 05/03/2022: Hầu hết các chương trình thể thao chính thức trở lại trên sóng HTV7 vào các khung giờ sáng và chiều, từ đó đưa các nội dung thể thao quay trở lại trên sóng HTV7 sau khoảng 6 năm ngừng phát sóng.
- 06/03/2023: HTV7 mở màn khung phim Việt mới do TFS sản xuất lên sóng lúc 19h30 từ thứ 2 đến thứ 4.
- 09/10/2023: HTV7 ra mắt khung phim Việt đặc sắc do HTV & Công ty SK Pictures hợp tác sản xuất lúc 19h30 từ thứ 2 đến thứ 4 hàng tuần.
- 05/08/2024: HTV7 phát sóng trở lại những bộ phim Việt mới do TFS sản xuất nhưng vẫn giữ nguyên khung giờ phim Việt đặc sắc lúc 19h30 từ thứ 2 đến thứ 4 hàng tuần.

## Thời lượng phát sóng
- 1 tháng 1 năm 1990 - 31 tháng 12 năm 1994: 06:00 - 12:00 (phát lại), 18:00 - 24:00 (phát chính) hàng ngày.
- 1 tháng 1 năm 1995 - 31 tháng 12 năm 1995: 06:00 - 10:00, 14:00 - 23:00 hàng ngày.
- 1 tháng 1 năm 1996 - 31 tháng 12 năm 1998: 06:00 - 24:00 hàng ngày. Riêng FIFA World Cup 1998, HTV7 phát sóng từ 06:00 – 05:00 sáng hôm sau có nghỉ sóng 60 phút
- 1 tháng 1 năm 1999 -- 31 tháng 5 năm 2005: 05:30 - 24:00 hàng ngày. Riêng UEFA Euro 2000 và 2004 và Olympic 2004, HTV7 phát sóng từ 05:30 - 05:00 sáng hôm sau có nghỉ sóng.
- 1 tháng 6 năm 2005 - 31 tháng 12 năm 2005: 05:30 - 05:20 hàng ngày (nghỉ sóng 10 phút).
- 1 tháng 1 năm 2006 - nay: 05:00 - 04:30 hàng ngày (nghỉ sóng 30 phút). Riêng FIFA World Cup 2014 và Olympic 2016, HTV7 phát sóng liên tục không nghỉ.

## Chương trình

### Các giải thể thao

#### Bóng đá
- UEFA Champions League (1992–2015, 2016–2017)
- UEFA Europa League (2000–2015, 2016–2017)
- UEFA Super Cup (2003–2014)
- UEFA European Qualifiers (2014–2017, 2023–2028)
- Giải vô địch bóng đá thế giới 2018[4]
- Cúp bóng đá Nam Mỹ 2021[5]
- Ý: Giải vô địch quốc gia Ý, Cúp Quốc gia Ý, Siêu cúp bóng đá Ý (1992–2007, 2021–2024)[6]
- Giải bóng đá Vô địch Quốc gia (1990–2013)
- UEFA Euro 2024[7]

#### Xe đạp
- Cuộc đua xe đạp toàn quốc tranh Cúp truyền hình Thành phố Hồ Chí Minh